# Renate Roider
Renate Roider (* 22. Dezember 1971 in Salzburg) ist eine ehemalige österreichische Skilangläuferin.

## Werdegang
Roider, die für den TVN Schneegattern startete, lief im Dezember 1992 in Ramsau am Dachstein erstmals im Weltcup und errang dabei den 39. Platz über 5 km klassisch. Bei den Weltmeisterschaften 1995 in Thunder Bay belegte sie den 34. Platz in der Verfolgung, den 33. Rang über 5 km klassisch und den 31. Platz über 15 km klassisch. Zu Beginn der Saison 1996/97 holte sie in Davos mit dem 30. Platz und in Oberstdorf mit dem 24. Rang jeweils über 10 km klassisch ihre ersten Weltcuppunkte. Es folgte bei den Weltmeisterschaften 1997 in Trondheim der 15. Platz über 5 km klassisch und der 12. Rang über 30 km klassisch. Im März 1997 holte sie in Toblach über 15 km klassisch ihren ersten Sieg im Continental-Cup und errang zum Saisonende den 43. Platz im Gesamtweltcup. In der folgenden Saison erreichte sie in Ramsau am Dachstein mit dem zehnten Platz über 10 km klassisch ihr bestes Einzelergebnis im Weltcup und kam bei den Olympischen Winterspielen 1998 in Nagano auf den 42. Platz über 5 km klassisch und den 26. Rang über 15 km klassisch. Zudem holte sie in Furtwangen über 5 km klassisch ihren zweiten Sieg im Continental-Cup und erreichte zum Saisonende mit dem 36. Platz im Gesamtweltcup ihr bestes Gesamtergebnis. Im folgenden Jahr belegte sie bei den Weltmeisterschaften in Ramsau am Dachstein den 31. Platz in der Verfolgung und holte dort mit dem 26. Platz über 5 km klassisch und dem 20. Rang über 30 km klassisch letztmals Weltcuppunkte. Ihr letztes Weltcuprennen absolvierte sie im Februar 2001 in Otepää, welches sie auf dem 52. Platz über 5 km klassisch beendete. Bei österreichischen Meisterschaften gewann sie 34 Medaillen. Sie wurde 21-mal Zweite und sechsmal Dritte und gewann siebenmal den Meistertitel, davon jeweils zweimal über 5 km (1994, 2001) und 15 km (1994, 1995) und jeweils einmal über 25 km (2001), 30 km (2003) und mit der Staffel (1996).
Renate Roider war bis zu ihrem Karriereende 2008 Teil des Heeressportzentrums des Österreichischen Bundesheers.

## Erfolge

### Teilnahmen an Weltmeisterschaften und Olympischen Winterspielen

#### Olympische Spiele
- 1998 Nagano: 26. Platz 15 km klassisch, 42. Platz 5 km klassisch

#### Nordische Skiweltmeisterschaften
- 1995 Thunder Bay: 31. Platz 15 km klassisch, 33. Platz 5 km klassisch, 34. Platz 10 km Verfolgung
- 1997 Trondheim: 12. Platz 30 km klassisch, 15. Platz 5 km klassisch
- 1999 Ramsau am Dachstein: 20. Platz 30 km klassisch, 26. Platz 5 km klassisch, 31. Platz 10 km Verfolgung

### Siege bei Continental-Cup-Rennen
| Nr. | Datum          | Ort        | Disziplin       | Serie           |
| --- | -------------- | ---------- | --------------- | --------------- |
| 1.  | 15. März 1997  | Toblach    | 15 km klassisch | Continental-Cup |
| 2.  | 4. Januar 1998 | Furtwangen | 5 km klassisch  | Continental-Cup |

### Medaillen bei nationalen Meisterschaften
- 1991: Silber über 10 km
- 1992: Silber mit der Staffel, Bronze über 5 km
- 1993: Silber über 15 km, Silber über 20 km
- 1994: Gold über 5 km, Gold über 15 km, Silber über 10 km, Bronze über 30 km, Bronze mit der Staffel
- 1995: Gold über 15 km, Silber über 5 km, Bronze über 30 km, Silber in der Verfolgung
- 1996: Gold mit der Staffel, Silber über 5 km, Silber über 15 km, Silber über 20 km, Silber in der Verfolgung
- 1997: Silber über 5 km, Silber über 30 km, Silber mit der Staffel
- 1998: Silber über 5 km, Silber über 10 km, Silber über 30 km, Bronze mit der Staffel
- 1999: Silber über 5 km, Silber in der Verfolgung
- 2000: Silber über 15 km, Silber in der Verfolgung
- 2001: Gold über 5 km, Gold über 25 km
- 2003: Gold über 30 km
- 2006: Bronze über 15 km

### Weltcup-Gesamtplatzierungen
| Saison  | Gesamt | Gesamt | Sprint | Sprint | Langdistanz | Langdistanz |
| Saison  | Punkte | Platz  | Punkte | Platz  | Punkte      | Platz       |
| ------- | ------ | ------ | ------ | ------ | ----------- | ----------- |
| 1996/97 | 46     | 43.    | 8      | 53.    | –           | –           |
| 1997/98 | 46     | 36.    | 40     | 34.    | 6           | 40.         |
| 1998/99 | 16     | 57.    | 16     | 57.    | 11          | 42.         |